# Australian Indoors
L'Australian Indoors è stato un torneo femminile di tennis che si disputava a Sydney in Australia su campi in cemento indoor.

## Albo d'oro

### Singolare
| Anno | Campionessa | Finalista        | Punteggio |
| ---- | ----------- | ---------------- | --------- |
| 1985 | Pam Shriver | Dianne Balestrat | 6–3, 6–3  |

### Doppio
| Anno | Campionesse                  | Finalista                   | Punteggio |
| ---- | ---------------------------- | --------------------------- | --------- |
| 1985 | Pam Shriver Elizabeth Smylie | Barbara Potter Sharon Walsh | 7–5, 7–5  |